# Fimbristylis clavata
Fimbristylis clavata är en halvgräsart som beskrevs av Stanley Thatcher Blake. Fimbristylis clavata ingår i släktet Fimbristylis och familjen halvgräs. Inga underarter finns listade i Catalogue of Life.